# Estación Plaza Constitución
La estación Plaza Constitución, o simplemente Constitución, es una de las siete estaciones centrales de ferrocarril de Buenos Aires, que oficia como cabecera del Ferrocarril General Roca. Con 16 andenes y 156 millones de pasajeros al año, es la estación de tren más grande y transitada de Argentina, y una de las más grandes del mundo. 
De la estación, inaugurada el 1 de enero de 1887, parten ramales que abarcan en su recorrido las provincias de Buenos Aires, La Pampa, Neuquén y Río Negro. Desde 2021, es Monumento Histórico Nacional de Argentina.

## Servicios

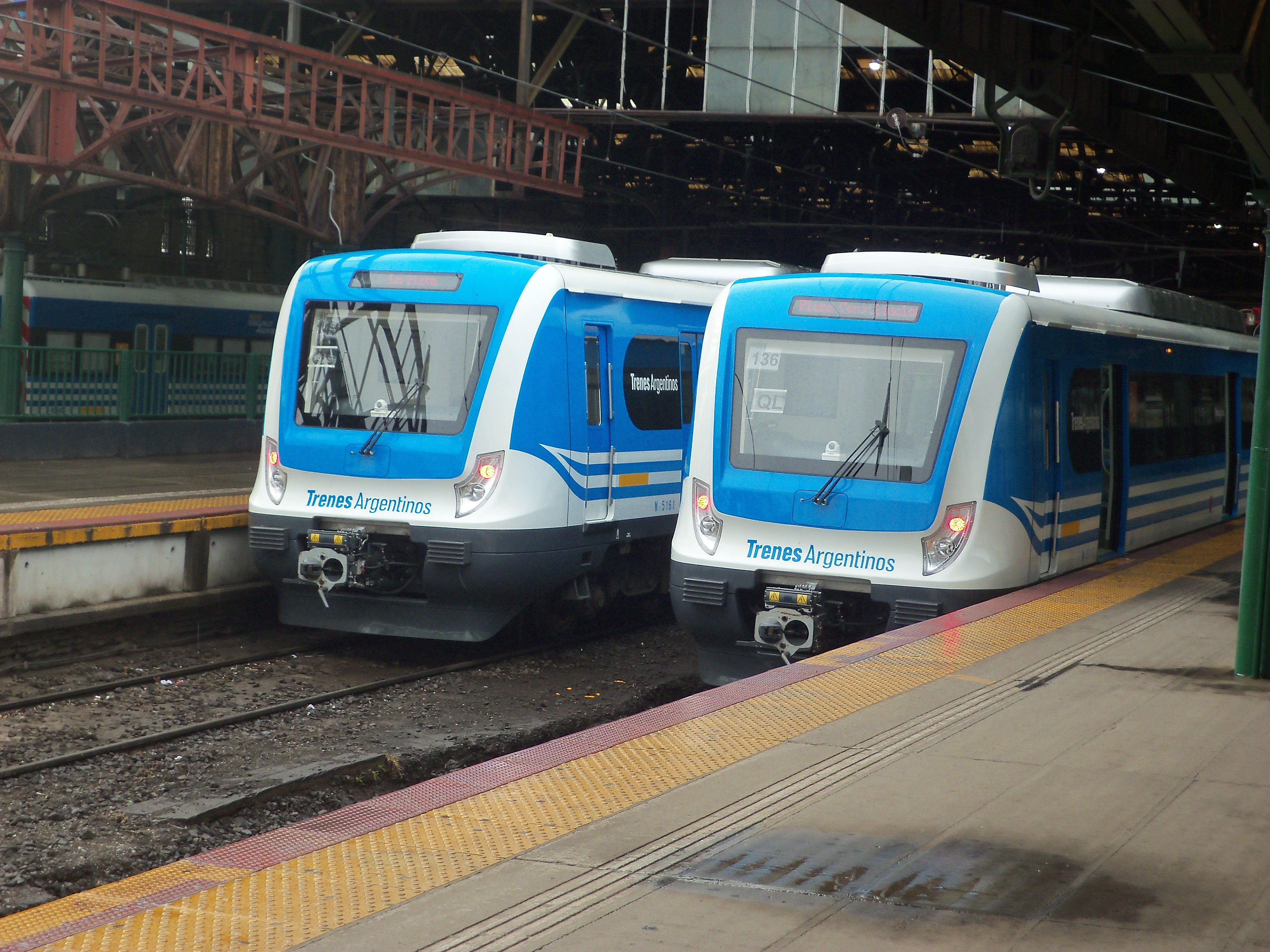
Trenes eléctricos del servicio metropolitano: a la izquierda, un Toshiba de 1983; a la derecha dos CSR de 2015.

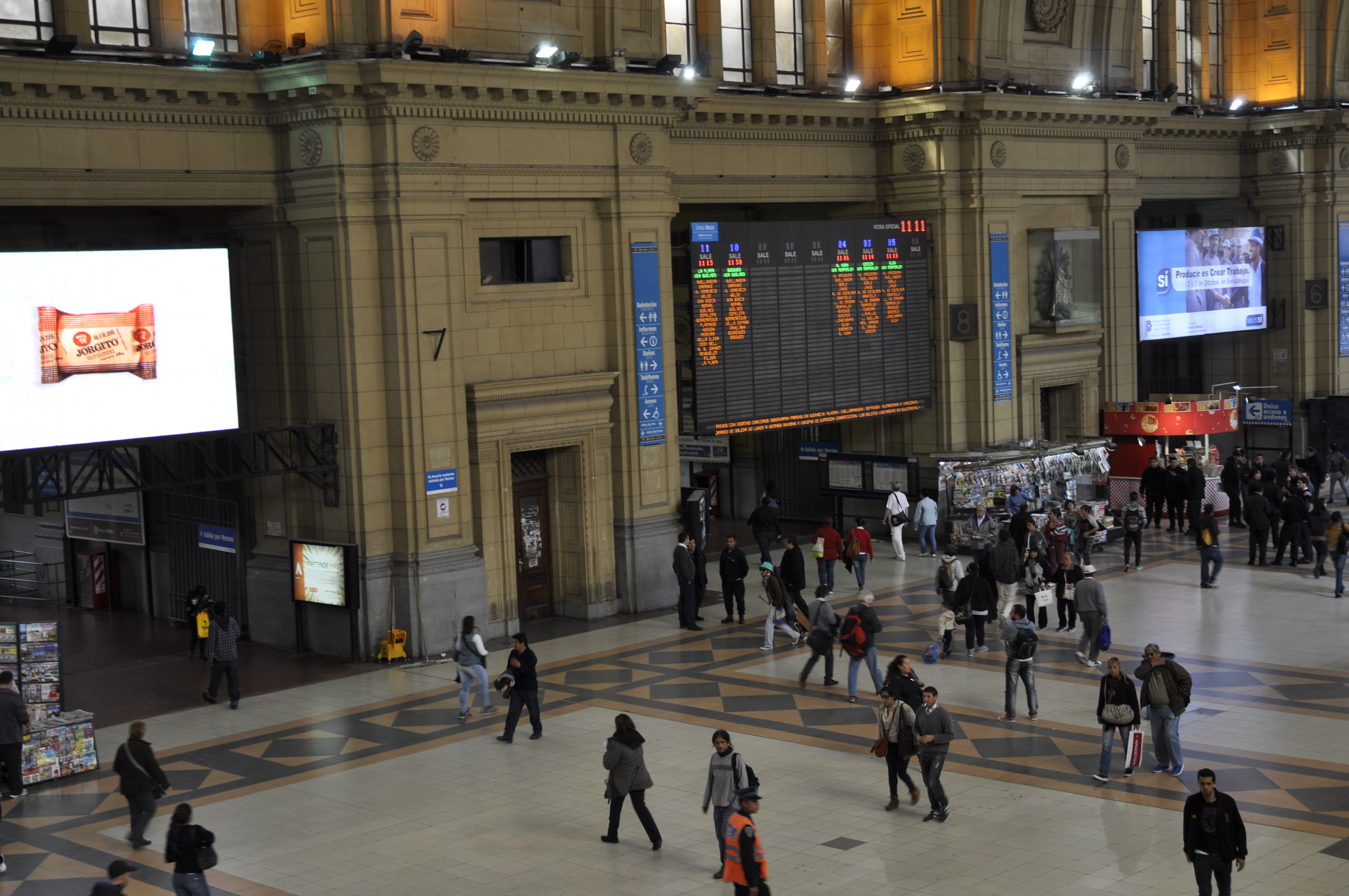
Estación Constitución del Ferrocarril General Roca, en el homónimo barrio de la Ciudad de Buenos Aires.

La empresa estatal Trenes Argentinos Operaciones, a cargo de los ramales suburbanos del Ferrocarril General Roca, opera desde allí servicios a la zona sur del Gran Buenos Aires. Los servicios —diésel y eléctricos— alcanzan localidades como Avellaneda, Berazategui y Temperley, así como la ciudad de La Plata y sus alrededores.
Por su parte, para servicios de larga distancia se utiliza la estación Constitución como terminal para los servicios a Mar del Plata y Bahía Blanca, con paradas en localidades intermedias como Azul, Dolores, Las Flores, Olavarría y Tornquist, entre otras.
Hasta 2016 hubo servicios también a Tandil y San Carlos de Bolívar y hasta 2011 a Carmen de Patagones. En ocasiones alcanzan Constitución formaciones de empresas concesionarias de cargas.
Constitución es también el nombre de la estación terminal sur de la línea C de la red de subterráneos de la Ciudad de Buenos Aires, la cual está interconectada con el subsuelo de la estación ferroviaria. La línea C tiene su otra cabecera en la estación Retiro, permitiendo así la conexión entre ambas terminales ferroviarias. También tienen terminal en cercanías de Constitución numerosas líneas de colectivos, como la conocida línea 60.
Desde 2017 se encuentra en obras el viaducto del Ferrocarril Belgrano Sur desde la estación Sáenz, con lo cual esta última se convertirá también en cabecera de esa línea.

### Metropolitanos
- Eléctrico a Ezeiza (se extiende a Cañuelas, Monte y Lobos con servicios diésel desde Ezeiza).
- Eléctrico a Glew y Alejandro Korn (se extiende a Chascomús con un servicio diésel desde Alejandro Korn).
- Eléctrico a La Plata.
- Eléctrico a Bosques vía Quilmes.
- Eléctrico a Bosques vía Temperley (se extiende a Gutiérrez con un servicio diésel desde Bosques).

### Larga distancia
- Mar del Plata con servicios directos y también con escalas en Brandsen, Chascomús, Lezama, Castelli, Sevigné, Dolores, Guido, Maipú, Las Armas, Pirán, Vidal y Vivoratá.
- Bahía Blanca (vía La Madrid) con escalas en Monte, Las Flores, Cacharí, Azul, Olavarría, General La Madrid, Coronel Suárez, Pigüé, Saavedra y Tornquist.

## Ubicación e infraestructura

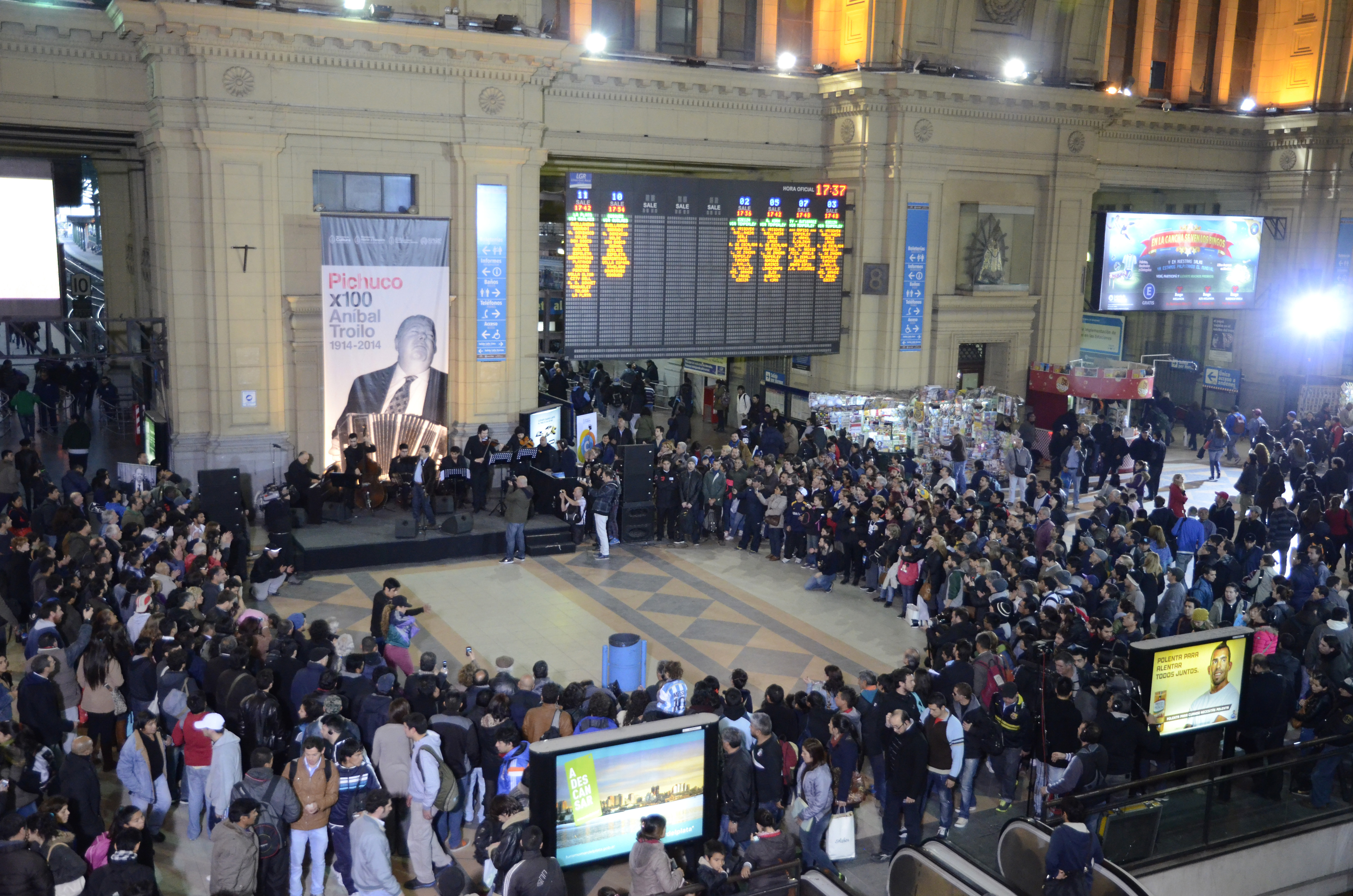
El hall de la estación durante un homenaje a Aníbal Troilo

Se encuentra frente a la plaza homónima, ubicándose en el ancho de la Av. Brasil dársenas de colectivos. Además, se encuentra próxima la Autopista Presidente Arturo Frondizi (AV1 Sur).
Los accesos generales se encuentran en la Av. Brasil, la avenida General Hornos y la calle Lima además de las entradas provenientes del Subte C.
Con dieciséis andenes, es la estación terminal más grande de Argentina y de Latinoamérica. Los andenes 1 a 12 son elevados para servicios eléctricos urbanos.
Los restantes dos andenes (13 y 14) son utilizados por Trenes Argentinos Operaciones para sus servicios diésel interurbanos. De esta última plataforma han partido a lo largo de décadas muchos importantes y célebres trenes de pasajeros al sur del país, en especial el famoso tren El Marplatense.
Con la llegada del Ferrocarril Belgrano Sur se realizará una reorganización de uso de las plataformas: dado que los andenes 1 y 2 pasarán a ser utilizados por esta última línea, se elevarán las plataformas 13 y 14 para ser destinadas a servicios metropolitanos eléctricos. Por ende, los servicios de larga distancia pasarían a ser despachados por la plataforma 15, en conjunto con obras subsidiarias de infraestructura al efecto.

## Historia

### Toponimia
La orden religiosa los padres betlemitas construyó en el lugar un hospital, llamado originalmente La Convalecencia, luego Mercado del Alto y por último adopta el nombre de Mercado Constitución, donde finalmente se construiría la estación, el cual toma su nombre de la Constitución del Estado de Buenos Aires, de 1854.

### Inauguración

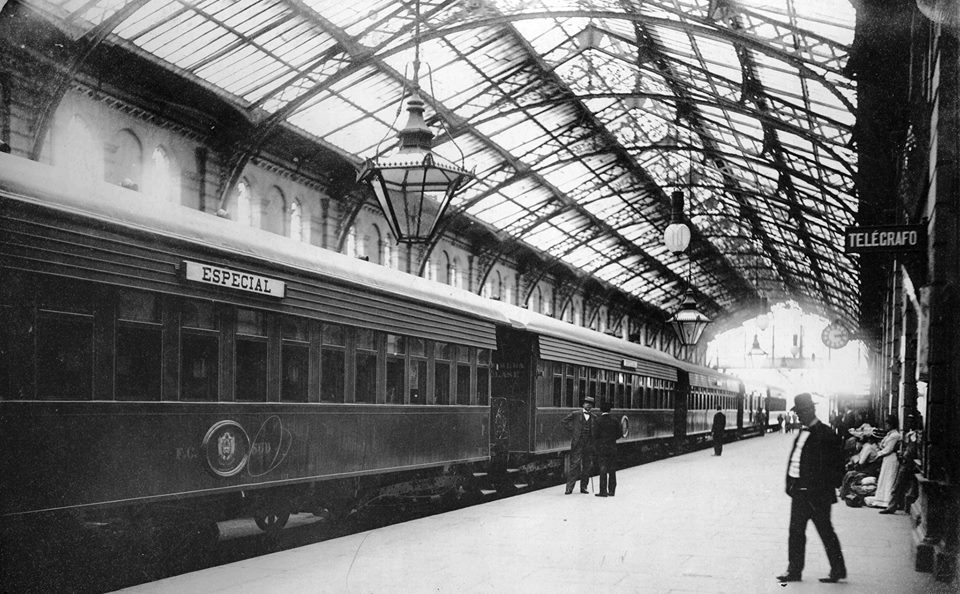
El entonces Senador Carlos Pellegrini a punto de abordar el tren en la estación Constitución, 1900.

Las obras de construcción se iniciaron el 7 de marzo de 1864, en una ceremonia presidida por el presidente Bartolomé Mitre, y éstas comenzaron frente al Mercado Constitución, en el lugar donde actualmente se ubica la estación ferroviaria, y desde donde la compañía de capitales británicos Gran Ferrocarril del Sud había comenzado su primer tramo de vía hasta Chascomús, un total de 114 km en trocha ancha. La primera sección de la línea, hasta Jeppener, fue librada al servicio público el 14 de agosto de 1865, y durante dicho mes una pequeña estación terminal sita en el Mercado Constitución fue abierta al público y renombrada Plaza Constitución (denominada Constitución I en el listado de edificios donde funcionó la estación). En diciembre de dicho año fue librada al servicio público la línea a Chascomús.

### Constitución I (1865-1885)

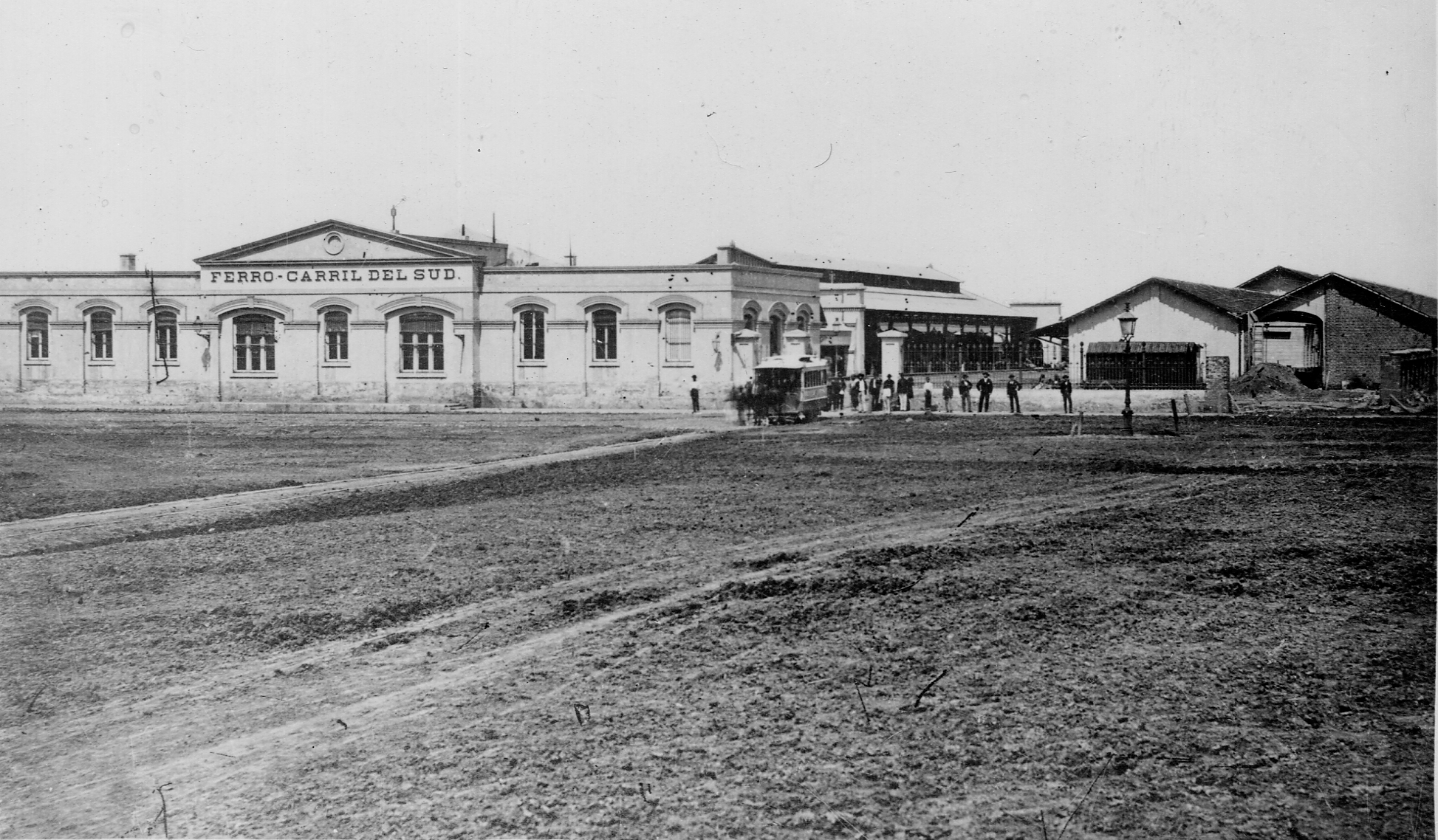
Constitución I y el tranvía que la conectaba con el centro. (1867)

Este primer edificio, recordado como "Constitución I", era una construcción simple cuya fachada sobre la actual calle Brasil, mirando hacia el Mercado Constitución, tenía un frontis por único ornamento. El acceso público entraba por un costado. Esta primitiva terminal tenía solamente dos plataformas: una para la entrada y otra para la salida de trenes. 
En las inmediaciones, se levantaron diversos galpones de madera con techos a dos aguas, uno destinado a acopio de lana y otro para carga general, aunque también se depositaba allí cuero y pasto, con el cual se alimentaban los caballos. También existía una cochera.
El cuadro de la estación iba desde la calle Brasil hasta la de Caseros donde había un paso a nivel, desde allí la vía era doble hasta Barracas al Sud, actual Avellaneda, donde se ubicaron los primitivos talleres y el depósito de locomotoras.
Las instalaciones funcionaron así, sin grandes modificaciones, durante más de 18 años. El ferrocarril se constituyó inmediatamente como la mejor alternativa en materia de transporte. Para cuando el tren fue inaugurado ya concentraba poco más de la mitad del transporte de mercancías, en franca competencia con las carretas. Con el tiempo, la brecha en favor del ferrocarril se iría ampliando, al tiempo que las carretas se limitarían únicamente a hacer llegar los productos hasta la punta de riel.
Ya el 3 de febrero de 1866, el Ferrocarril del Sud había puesto en servicio un tranvía a caballo que acercaba a los pasajeros hasta la Estación Constitución, yendo por la calle "Del Buen Orden" (hoy Bernardo de Irigoyen) hasta la Estación Lima en el denominado "Pasaje del Pecado", una cortada que hoy puede imaginarse al costado sur del actual edificio del ex Ministerio de Obras Públicas, en la Avenida 9 de Julio y Moreno, en lo que era la Plaza Monserrat. Posteriormente el servicio se extendió hasta llegar a la altura de la calle Lima N.º 117, dejando a los pasajeros del FCS a solo un paso del centro. Y finalmente llegó hasta la "Estación Parque" del Ferrocarril del Oeste (el terreno del actual Teatro Colón) en 1869. Esta línea luego sería vendida en 1872 a la Compañía de Tranvías de la Ciudad de Buenos Aires.

### Constitución II (1885-1898)

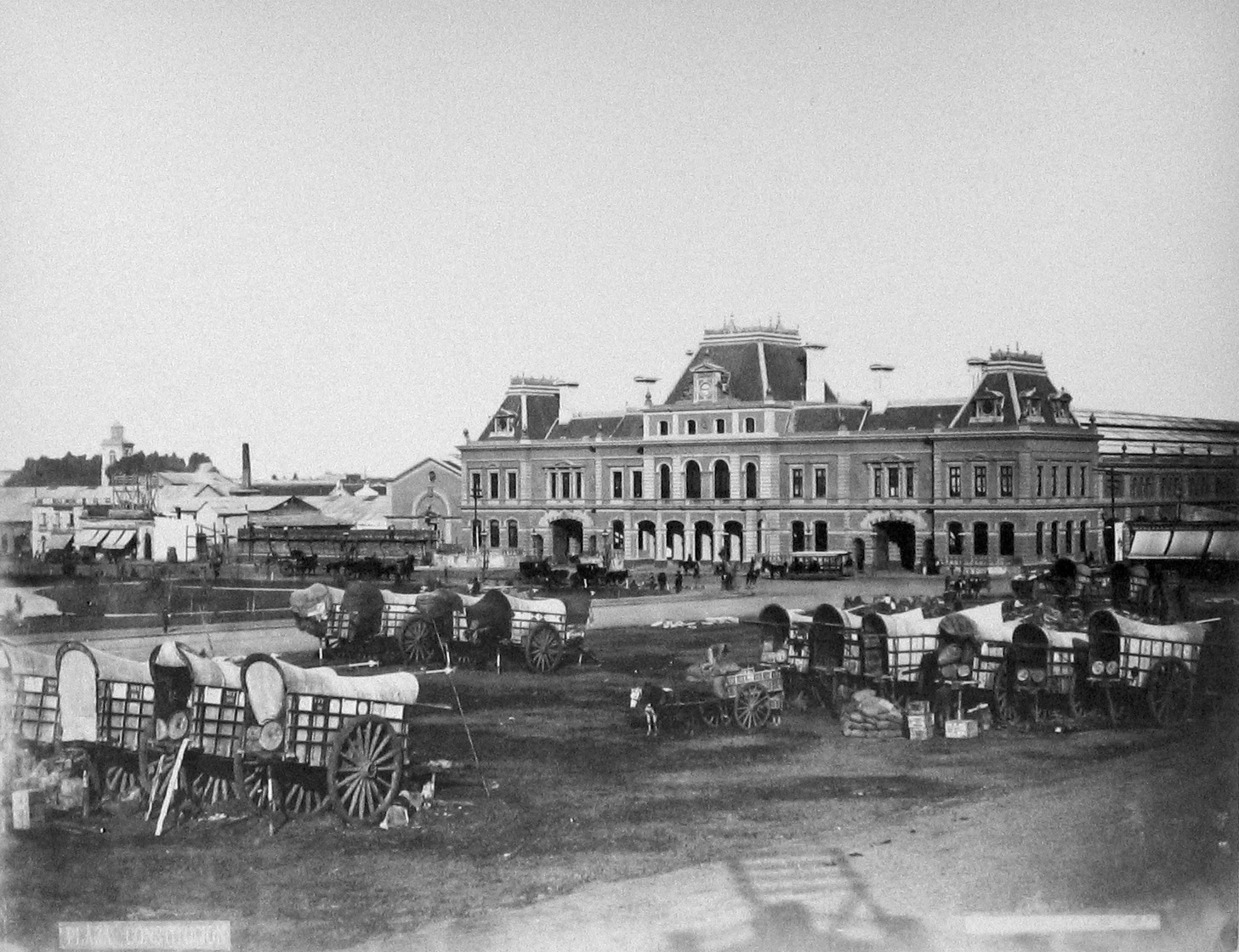
Constitución II, con las carretas estacionadas en el viejo mercado. El edificio original ya lucía color rosado. (1885)

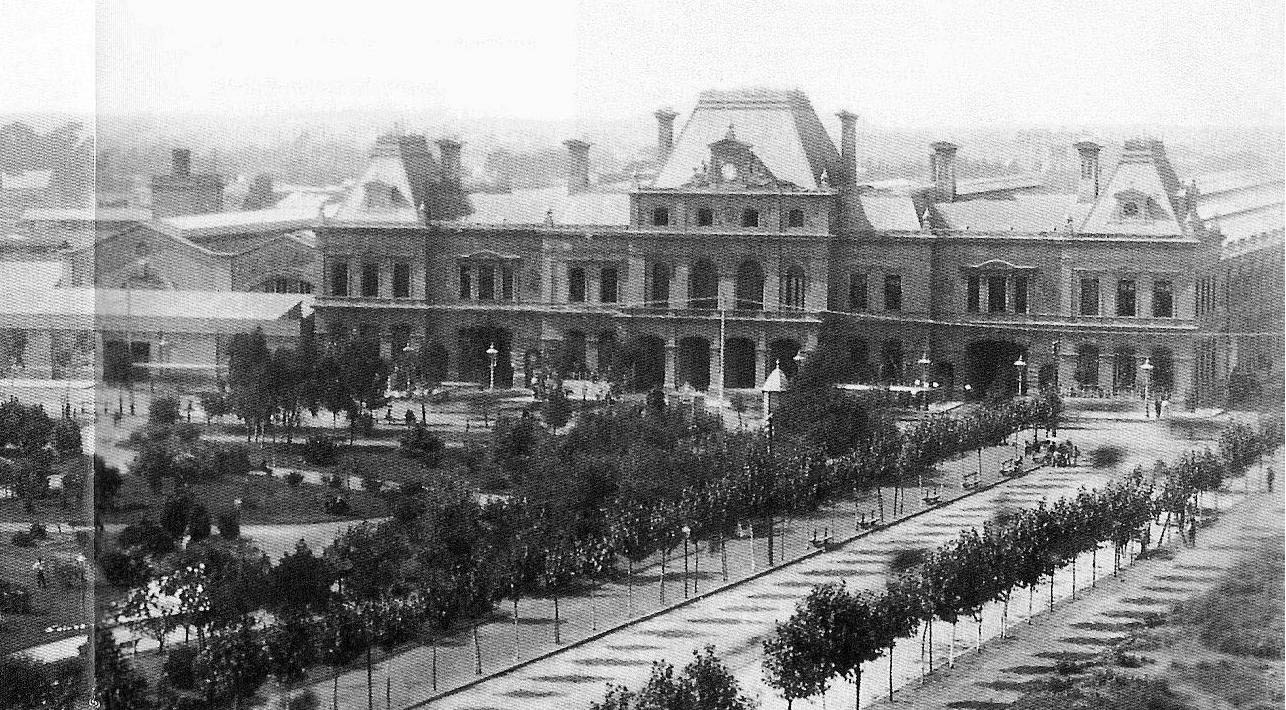
Constitución II, con el mercado ya transformado en plaza y la calle Lima Oeste cruzándola. (ca. 1890)

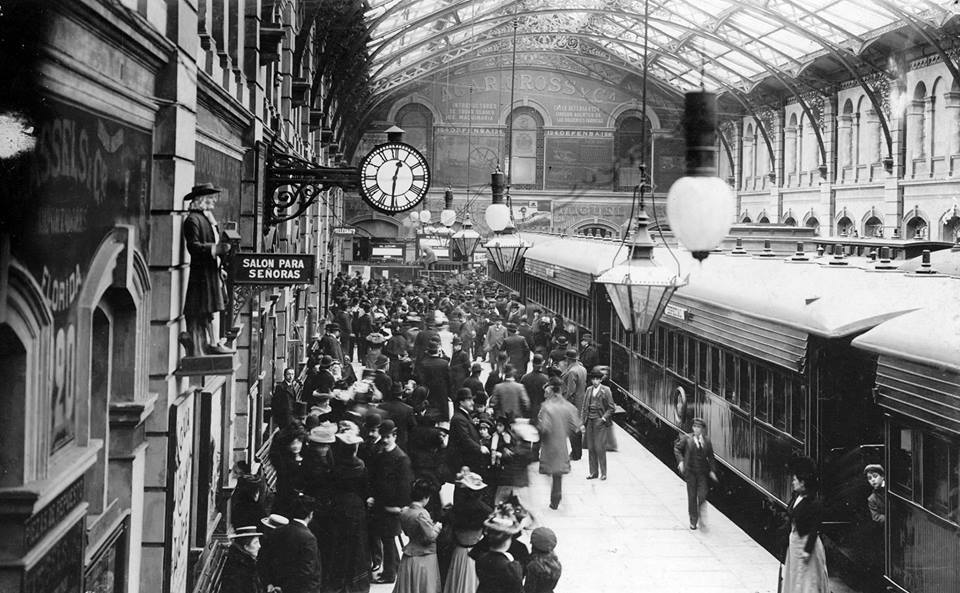
Plataformas de la antigua estación en 1900. (Foto: AGN)

Considerando que durante la década de 1870 se había extendido notablemente la traza del ferrocarril, se había duplicado la cifra de pasajeros y también el tonelaje de cargas, se hizo necesaria la construcción de un edificio de dimensiones acordes a los nuevos volúmenes, ya que las instalaciones eran reducidas y los galpones, ineficientes.

Vista del interior de los andenes de Constitución II, fotografía de antes de 1920.

En 1883, la empresa encarga a los arquitectos ingleses Parr, Strong & Parr de Londres, el diseño de un nuevo edificio para su estación cabecera que sería construido en lugar de la primitiva estación, más un predio de 37.000 metros cuadrados, al este del cuadro original. La municipalidad mandó abrir las calles "Universidad" (actual Herrera), "General Paz" (actual Guanahani) e "Ituzaingo" que con "Brasil" y "Lima" delimitarán el nuevo cuadro de la estación Plaza Constitución.
Entre 1885 y 1887 se construyó un edificio totalmente nuevo para la estación Constitución. Los arquitectos se habían inspirado en el Castillo de Maisons-Laffitte (Francia) y su estilo es caracterizado como "ecléctico neorrenacentista victoriano", por combinar diversos elementos tomados de la arquitectura renacentista en estilo imperante del período victoriano. 
Esta nueva terminal "Constitución II", de apariencia palaciega, fue la primera de su tipo en Buenos Aires y representó una tendencia que luego seguirían las demás compañías ferroviarias en las siguientes décadas. Se destacaba por su mansarda, la cúpula central con un gran reloj y un conjunto escultórico. El cuerpo central, con cuatro accesos, era flanqueado por dos alas para entrada y salida de carruajes, y finalmente los dos volúmenes laterales salientes con buhardillas. En cuanto al interior, las tres plataformas estaban cubiertas por una estructura de hierro empotrada en las paredes laterales, cubierta por cristales vidriados que permitían la iluminación natural.
La nueva estación también tenía 2 galpones para acopio de lana que serían habilitados prematuramente el 30 de agosto de 1884 para albergar familias víctimas de una gran inundación en Barracas y La Boca y otros dos galpones, para cueros y varios que en esa fecha estaban en construcción. El nuevo edificio para pasajeros se terminó durante el año 1885 y los 2 galpones de cargas con desvíos y playa adoquinada para carros, se realizaron en 1886.
La construcción de una trinchera significó la construcción de dos puentes de hierro: uno para peatones en la prolongación de la calle Caseros y otro, carretero, en la calle Ituzaingo, que fueron habilitados durante el año 1887. 

### Constitución III (1898-1925)

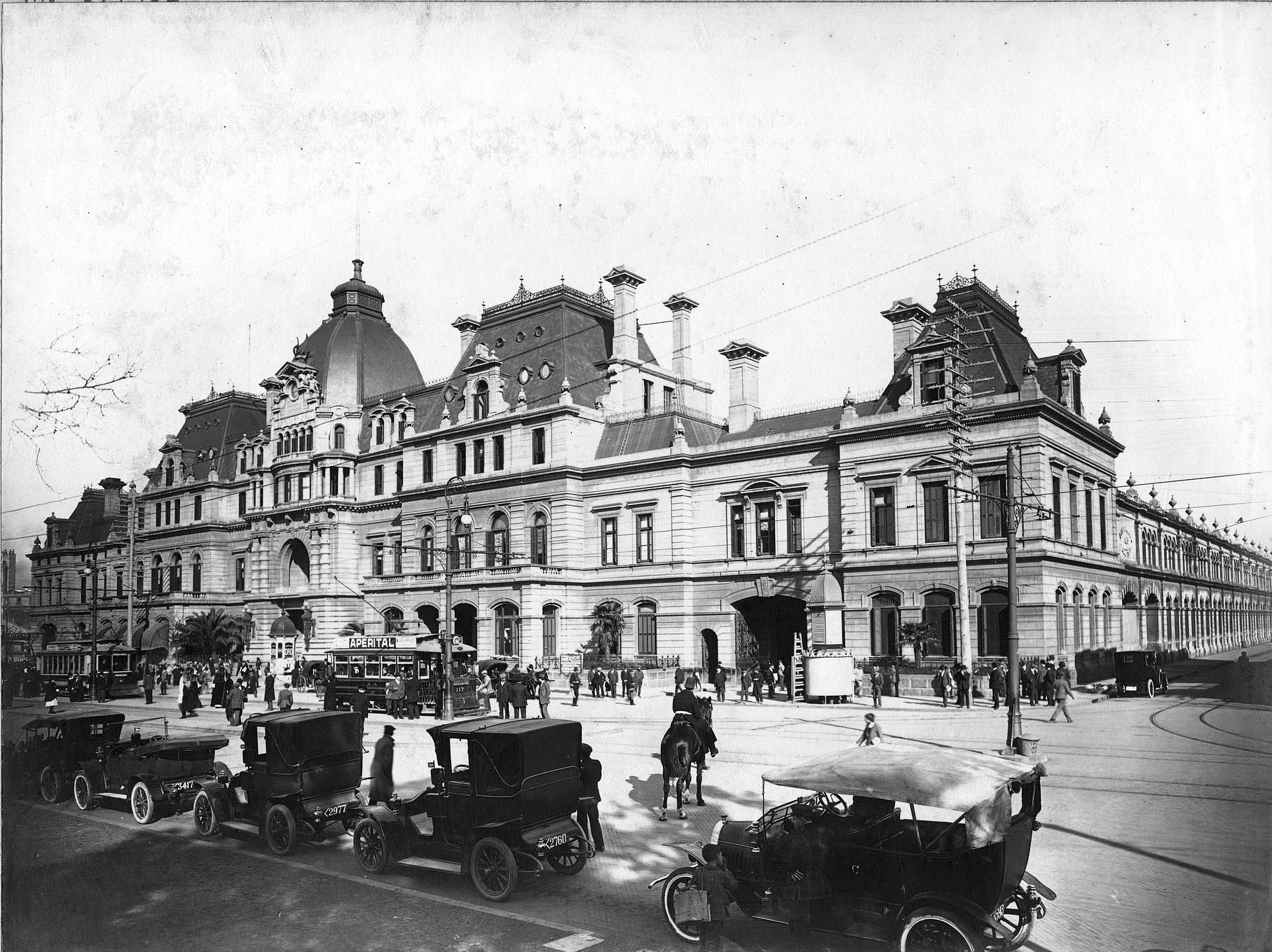
Constitución III hacia 1920. En los años 1930 se construyó un nuevo hall, pero se mantuvo esta fachada. (Foto: AGN)

Dada la gran extensión de la red y el sostenido incremento en el tráfico, el directorio en Londres autorizaba la realización de importantes obras en Plaza Constitución y vías de acceso, para adecuarlas a las necesidades del momento y es así que se proyecta y se somete a la aprobación del Gobierno, el ensanche o mejor dicho la reconstrucción del edificio de la estación, el traslado del servicio de carga a la Estación Sola y la construcción de una cuádruple vía a alto nivel, entre Barracas al Sud y Plaza Constitución.
En 1898 comenzó a realizarse el proyecto de ampliación y remodelación de la terminal. La nueva estación tendría 9 plataformas, una cochera para 36 vehículos y un depósito con mesa giratoria, para albergar hasta 12 locomotoras.
En 1899 se agregaron nuevas plataformas que aumentaron la capacidad de servicios y pasajeros, al tiempo que fue suprimido el servicio de cargas (como ya se dijo, trasladado a la Estación Sola), reemplazado por el de equipajes y encomiendas. 
El hasta entonces, edificio principal de la estación, de marcadas características victorianas comenzó a ser rediseñado para convertirse en uno más amplio e imponente. El nuevo proyecto estuvo a cargo de los arquitectos Paul Bell Chambers y Louis Newbery Thomas, quienes eligieron una apariencia más afrancesada, conocido como Beaux Arts, muy en boga en esos años, basada en el diseño del Palacio de Maisons-Laffitte, un palacio francés del siglo XVIII. Sus fachadas se revistieron en símil piedra.
La estación Barracas al Norte se demolió en el año 1900 como consecuencia de la construcción de la vía a alto nivel y Barracas (luego Barracas al Sud) se demolió en 1901 por la misma razón y en su lugar se levantó un nuevo edificio.
Las primeras cuatro plataformas de Plaza Constitución fueron inauguradas entre 1901 y 1902, incluyendo un ensanche del viejo edificio hacia el este, con una fachada simétrica. 
La plataforma N.º 4 de Plaza Constitución se habilitó en 1903, año en que circulaban por la estación, 3.300.000 pasajeros. Tres años después, fueron abiertas las plataformas número 5 y 6, y se agregó un entrepiso al sector de pasajeros en el hall central. El 16 de enero de 1906 un gran incendio destruyó los galpones de carga y a partir de entonces Constitución cumplió funciones solo para pasajeros, encomiendas y el servicio de trenes lecheros. Para aquel entonces ya se habían iniciado las obras del viaducto a alto nivel entre kilómetro 1 y Avellaneda y los servicios de carga se realizaban ahora en "Estación Sola" a la cual se llegaba mediante un ramal de conexión desde kilómetro 5, habilitado en 1906.
El 25 de abril de 1907 se abrió al público la nueva confitería y en septiembre de ese año todo el nuevo edificio estaba terminado, con la cúpula central y el sector de oficinas sobre la entrada principal. El movimiento anual era para entonces de 9.815.000 pasajeros.
En los años siguientes las obras de ampliación continuaron y en octubre de 1909 se habilitó la plataforma 7, la plataforma para trenes lecheros y el depósito de locomotoras.
Durante el mes de diciembre de 1911 se terminó la cuádruple vía a alto nivel entre Plaza Constitución y Avellaneda y las plataformas 8 y 9 se habilitaron en diciembre de 1913.
La guerra de 1914 detuvo las obras de ampliación de la estación terminal, cuyo movimiento anual superaba ese año, los 18.000.000 de pasajeros que viajaban por la línea general y la sección urbana ya muy poblada y demandante de un gran número de trenes locales incluso en la vía que unía la Capital Federal con Quilmes y La Plata, dado que en 1910 se habían clausurado para este servicio las estaciones Casa Amarilla, Brown, Barraca Peña, Tres Esquinas y Barracas Iglesia sobre la traza del ex Ferrocarril Buenos Aires y Ensenada, y sus pasajeros viajaban ahora hacia y desde la capital, por Plaza Constitución.

### Constitución IV (1925)

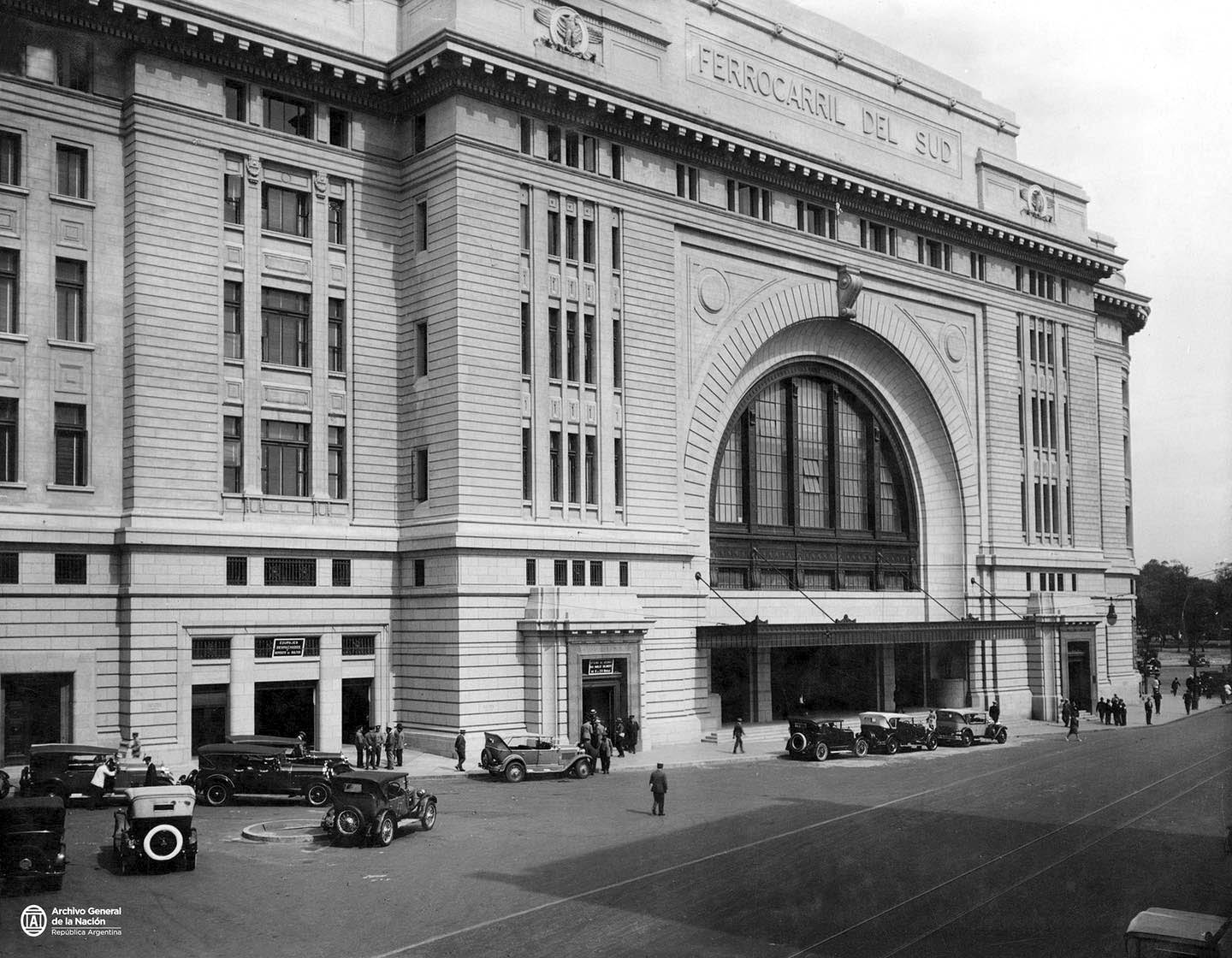
Constitución IV, solo se llegaron a construir el hall y esta fachada lateral antes de la Crisis de 1929.

Una vez finalizada la guerra europea comienza una etapa de bonanza para los ferrocarriles en la Argentina, en la década siguiente el Ferrocarril del Sud renueva gran parte de su material rodante, termina ramales inconclusos, construye nuevas y modernas estaciones intermedias a lo largo de su red y por supuesto se apresta a tener la gran estación terminal que será la imagen del nuevo imperio ferroviario del sur. Inicialmente se proyecta correr la estación hasta la calle Caseros, para dejar entre ésta y la Plaza una ancha avenida de acceso que le dará perspectiva al nuevo edificio. Finalmente el proyecto se descarta.
En 1922, finalmente el Ferrocarril del Sud diseñó los planos definitivos del nuevo edificio y la ampliación de la terminal, siguiendo un estilo renacentista clásico, pero con enfoque moderno. En agosto de 1925 llega a Buenos Aires en visita oficial, el Príncipe de Gales (posteriormente Duque de Windsor) y el 19 de septiembre coloca entre los andenes 1 y 2, la piedra fundamental de la que será la nueva e imponente estación Plaza Constitución.

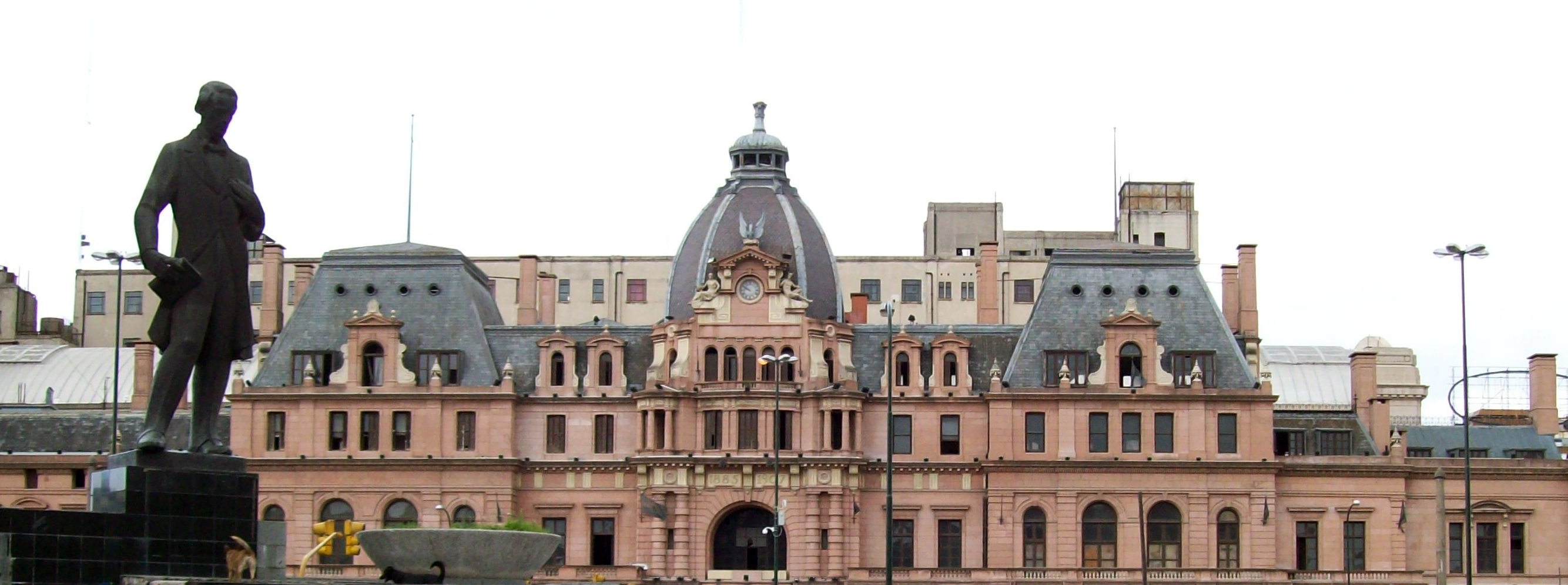
Vista general de la fachada de la estación Constitución con el monumento a Juan Alberdi en primer plano.

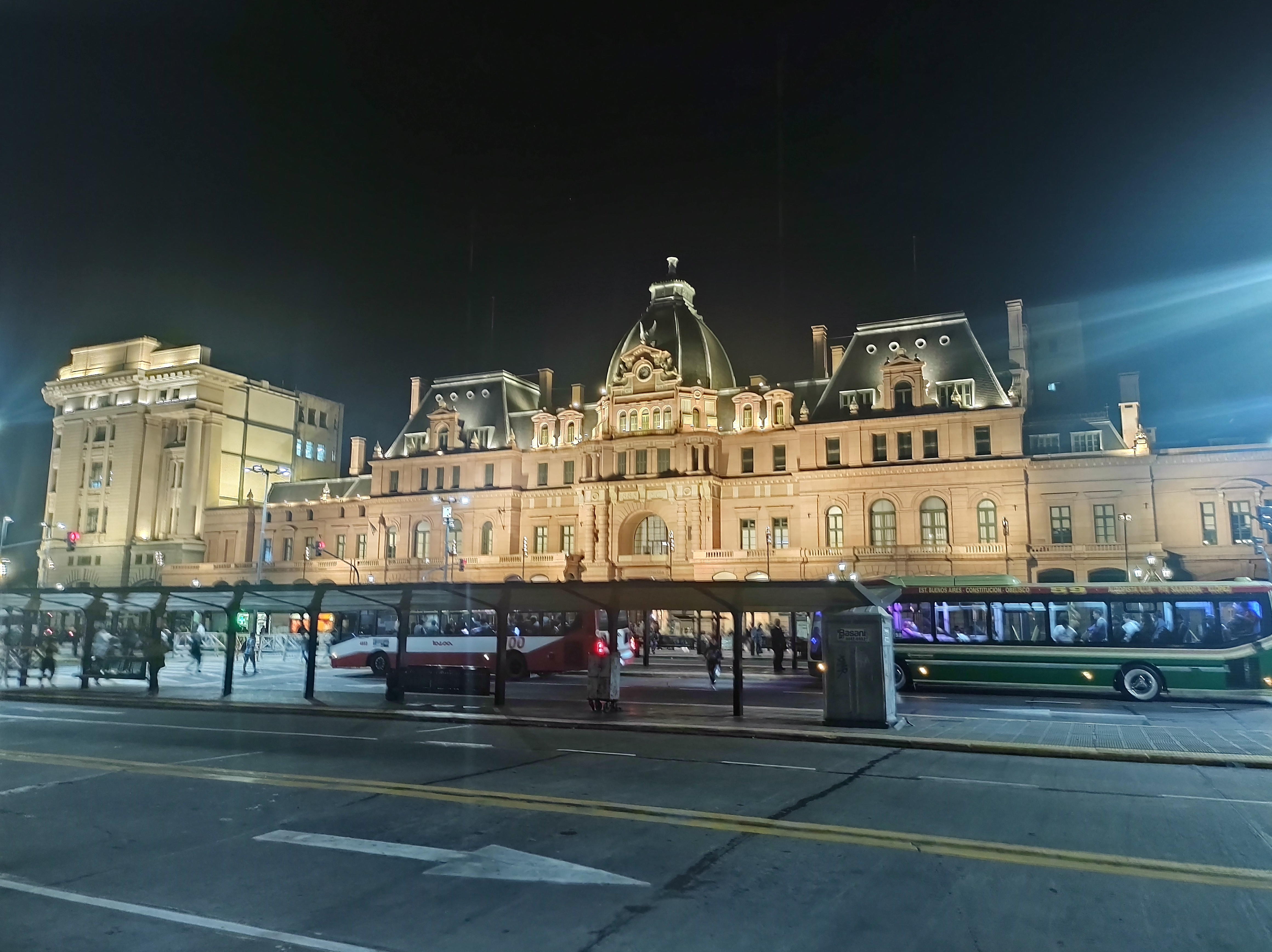
En la noche (2023)

Lo primero que se construyó fueron las nuevas playas para encomiendas, el depósito de confitería y tráfico de leche con sus correspondientes galpones y plataformas, luego se hicieron las nuevas plataformas números 11 a 14, sumando topes hidráulicos y con la parte de techado correspondiente. Seguidamente se levantó el gran hall con su imponente techo abarcando todo el ancho de la estación, siendo este uno de los más grandes en el mundo. Los trabajos también incluyeron la monumental entrada por la calle General Hornos y la parte del edificio de la esquina de Hornos y Brasil. Finalmente se terminó el techado sobre las primeras 10 plataformas, el nuevo tendido de vías, la cabina de señales y el nuevo puente carretero de la calle Ituzaingó. Tanto la fachada como los interiores fueron revestidos en símil piedra París.
A las obras iniciadas por el Ferrocarril del Sud se sumó a que en 1930 la CHADOPyF (Compañía Hispano Argentina De Obras Públicas Y Finanzas) recibió la concesión para construir y explotar dos nuevas líneas que tenían a Plaza Constitución como cabecera del servicio: Constitución - Retiro (hoy Línea C) y Constitución - Parque Chacabuco (hoy Línea E, aunque luego su trazado fue modificado). Los trabajos de ejecución de la actual Línea C comenzaron recién el 24 de abril de 1933, habilitándose el primer tramo un año después. La línea E, solo se habilitaría en 1944, pero en 1966, este subterráneo dejaría de pasar por Constitución.
La Segunda Guerra Mundial finalmente detuvo las obras que faltaban en la estación ferroviaria de Plaza Constitución, consistentes en la demolición del viejo edificio sobre la calle Brasil y su sustitución por el nuevo frente proyectado. Estas obras tampoco se terminarían al finalizar la guerra ya que para ese entonces ni Gran Bretaña estaba en condiciones de aportar los capitales necesarios, ni el ferrocarril era ya un negocio rentable capaz de justificar semejante inversión.

Hall central de la Estación Constitución en 2020.

### Incidentes de 2007
El 15 de mayo de 2007, durante la hora pico vespertina, se produjo una protesta violenta cuando una formación quedó inmovilizada impidiendo la partida de todos los servicios eléctricos, la furia de la gente, provocó destrozos e incendios de y una posterior batalla campal con la Guardia de Infantería, que dejó como saldo 21 heridos y 16 detenidos. Este hecho provocó controversias y polémicas en la Argentina sobre el servicio y la privatización de los ferrocarriles y aceleraron la salida de la cuestionadísima concesionaria Metropolitano, siendo reemplazada por el consorcio de UGOFE (Unión de Gestión Operativa Ferroviaria de Emergencia).
En 2005, se llevó a cabo la primera restauración de la estación. Se incorporaron nuevas escaleras mecánicas, ascensores, un sistemas de seguridad y 1500 metros cuadrados más de construcción. Se inició la remodelación del hall central de la terminal de trenes con la construcción de un núcleo de circulación peatonal centralizado, que permite un tránsito de pasajeros confortable y seguro; un entrepiso gastronómico, y un subsuelo con locales comerciales.

### Conexión con el Ferrocarril Belgrano
En algún momento del siglo XX, la Compañía General de Ferrocarriles en la Provincia de Buenos Aires tuvo la idea y el firme proyecto de radicar su terminal en Constitución. Pero debido al gran poder que tenía el Ferrocarril del Sud por aquel momento, no se pudo plasmar este proyecto y se tuvo que conformar con una terminal más bien modesta pero coqueta en el barrio porteño de Barracas.
Pese a las demoras y a que la construcción del viaducto del Belgrano Sur llegó sólo hasta la calle Diógenes Taborda principalmente por la falta de financiamiento en su momento, en el primer trimestre de 2021 se anunció la continuación de la construcción del viaducto hasta la futura terminal.

## Arquitectura híbrida

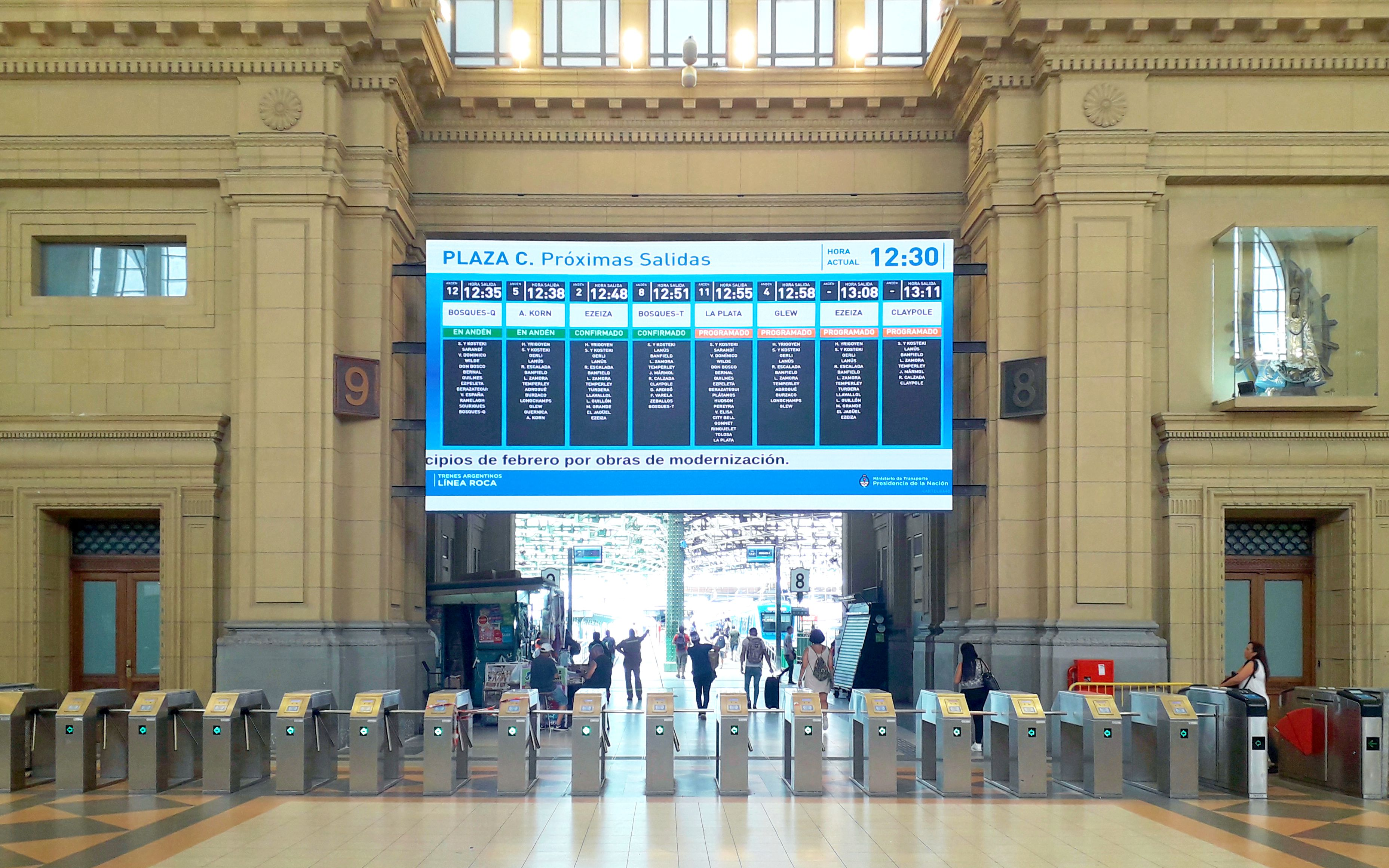
Cartel electrónico en el hall central de la estación.

El desarrollo del ferrocarril fue vital en la arquitectura moderna como posibilitador de acelerar tiempos, de recorrer distancias más largas. Es símbolo de progreso y desarrollo industrial. La arquitectura que lo representa son las estaciones. Su aparición se produce en un contexto de florecimiento de la arquitectura moderna. 
Las estaciones de ferrocarril se manifestaron como un híbrido dentro de la ciudad. El edificio principal respondió a órdenes neoclásicos mientras que el pabellón detrás a una arquitectura industrial con una escala y materiales novedosos. 
Se puede encontrar aquí un ejemplo de una obra en donde su significado connotativo se prioriza sobre el denotativo. La estación de ferrocarril como símbolo de poder debía ser representada por una arquitectura que compartiera esos valores. Las instituciones de la ciudad, bancos, teatros y edificios gubernamentales, se materializaban bajo la normas de la decoración, materialidad neoclásica. No se podía concebir de otra forma un edificio cuya cara daba a la ciudad. 
Sin embargo en su espalda se desarrolló una de las primeras, y sino la primera, arquitectura de pabellones. La misma no responde a los mismos intereses que el frente de la estación. La necesidad de cubrir grandes luces, de proteger a los pasajeros y contener los trenes, motivó su gestación. Una respuesta estrictamente funcional, y la posibilidad de valorar su arquitectura, no solo por ella misma, sino por lo que contiene dentro.

Andenes de la Estación Constitución en 2020.

## Mantenimiento y restauración

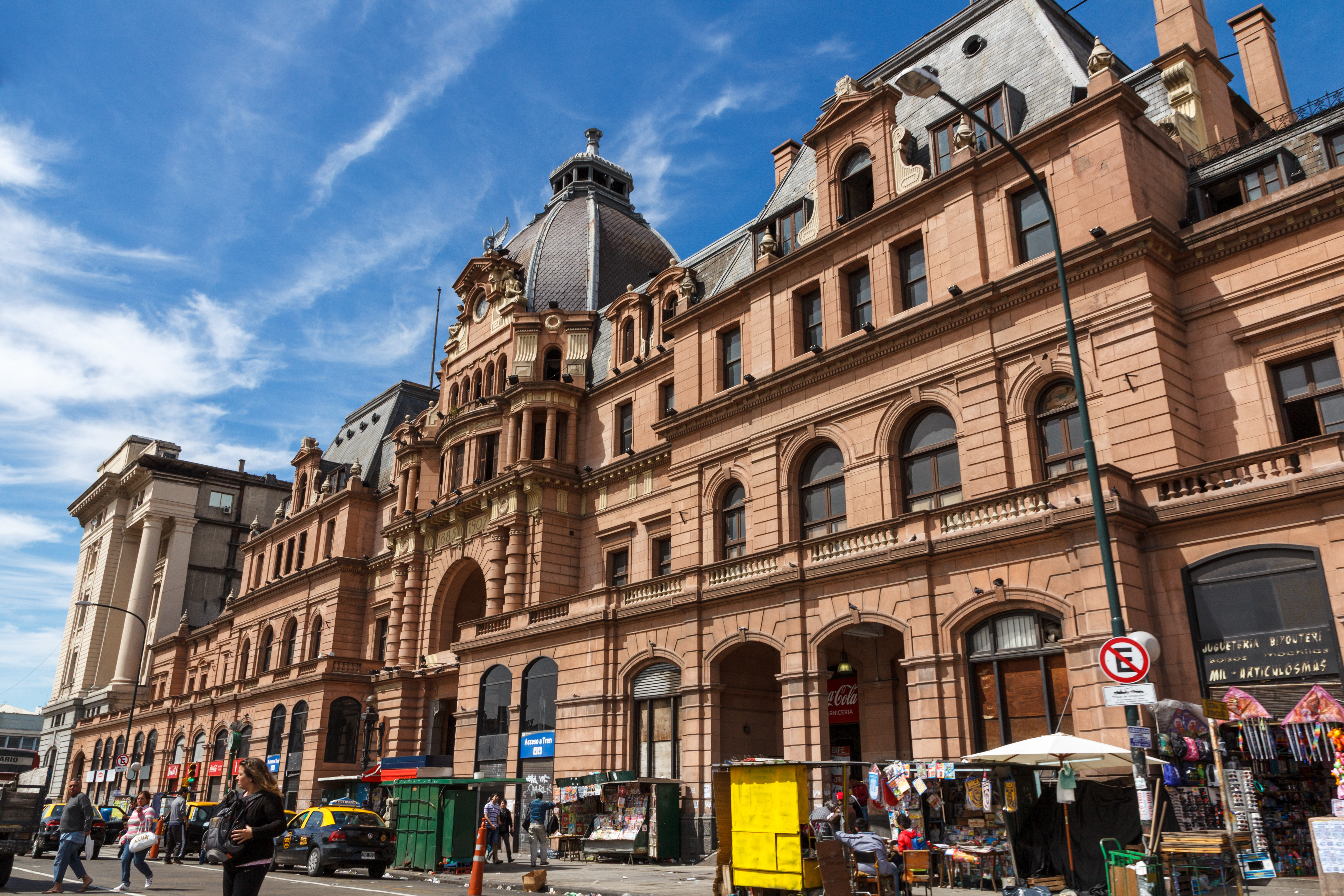
Fachada de la Estación Plaza Constitución en 2013.

Desde el año 2013, con la inauguración del Metrobús, y con continuidad por más de una década por parte de los gobiernos de la ciudad autónoma de Buenos Aires y de la Nación, se han venido efectuando mejoras en toda el área, tanto en la Plaza como en la estación misma. En el exterior, se mejoró la iluminación, con nuevas áreas verdes y peatonales. También se renovaron las paradas y la circulación del transporte público. La estación fue restaurada y repintada por completo. En el interior se mejoraron las áreas de atención al público, así como las oficinas de control y de seguridad. También se renovó el gran hall central y los locales comerciales. Se incorporaron los molinetes electrónicos para la tarjeta SUBE y se habilitó  un mejor y más amplio acceso a la Línea de subterráneo C. Las cubiertas vidriadas de los andenes fueron renovadas en su mayor parte. Actualmente se construye la última etapa del nuevo techo de la estación.

## Diagrama
| Plataforma Oeste        | |
| Vía 1                   | Terminal de trenes provenientes de Ezeiza Partida de trenes hacia Ezeiza (próxima Hipólito Yrigoyen) |
| Plataforma central      | |
| Vía 2                   | Terminal de trenes provenientes de Ezeiza Partida de trenes hacia Ezeiza (próxima Hipólito Yrigoyen) |
| Vía 3                   | Terminal de trenes provenientes de Glew Terminal de trenes provenientes de Korn Terminal de trenes provenientes de Ezeiza Partida de trenes hacia Glew (próxima Hipólito Yrigoyen) Partida de trenes hacia Korn (próxima Hipólito Yrigoyen) Partida de trenes hacia Ezeiza (próxima Hipólito Yrigoyen) |
| Plataforma central      | |
| Vía 4                   | Terminal de trenes provenientes de Glew Terminal de trenes provenientes de Korn Partida de trenes hacia Glew (próxima Hipólito Yrigoyen) Partida de trenes hacia Korn (próxima Hipólito Yrigoyen) |
| Vía 5                   | Terminal de trenes provenientes de Glew Terminal de trenes provenientes de Korn Partida de trenes hacia Glew (próxima Hipólito Yrigoyen) Partida de trenes hacia Korn (próxima Hipólito Yrigoyen) |
| Plataforma central      | |
| Vía 6                   | Terminal de trenes provenientes de Bosques vía Temperley Terminal de trenes directos provenientes de Korn Terminal de trenes directos provenientes de Ezeiza Terminal de trenes directos provenientes de Bosques Partida de trenes hacia Bosques vía Temperley (próxima D. Santillán y M. Kosteki) Partida de trenes directos hacia Korn (próxima Lanús) Partida de trenes directos hacia Ezeiza (próxima Lanús) Partida de trenes directos hacia Bosques (próxima Lanús) |
| Vía 7                   | Terminal de trenes provenientes de Bosques vía Temperley Terminal de trenes directos provenientes de Korn Terminal de trenes directos provenientes de Ezeiza Terminal de trenes directos provenientes de Bosques Partida de trenes hacia Bosques vía Temperley (próxima D. Santillán y M. Kosteki) Partida de trenes directos hacia Korn (próxima Lanús) Partida de trenes directos hacia Ezeiza (próxima Lanús) Partida de trenes directos hacia Bosques (próxima Lanús) |
| Plataforma central      | |
| Vía 8                   | Terminal de trenes provenientes de Bosques vía Temperley Terminal de trenes directos provenientes de Korn Terminal de trenes directos provenientes de Ezeiza Terminal de trenes directos provenientes de Bosques Partida de trenes hacia Bosques vía Temperley (próxima D. Santillán y M. Kosteki) Partida de trenes directos hacia Korn (próxima Lanús) Partida de trenes directos hacia Ezeiza (próxima Lanús) Partida de trenes directos hacia Bosques (próxima Lanús) |
| Vía 9                   | Terminal de trenes provenientes de La Plata Terminal de trenes provenientes de Bosques vía Quilmes Terminal de trenes directos provenientes de Korn Terminal de trenes directos provenientes de Ezeiza Terminal de trenes directos provenientes de Bosques Partida de trenes hacia La Plata (próxima D. Santillán y M. Kosteki) Partida de trenes hacia Bosques vía Quilmes (próxima D. Santillán y M. Kosteki) Partida de trenes directos hacia Korn (próxima Lanús) Partida de trenes directos hacia Ezeiza (próxima Lanús) Partida de trenes directos hacia Bosques (próxima Lanús) |
| Plataforma central      | |
| Vía 10                  | Terminal de trenes provenientes de La Plata Terminal de trenes provenientes de Bosques vía Quilmes Terminal de trenes directos provenientes de Korn Terminal de trenes directos provenientes de Ezeiza Terminal de trenes directos provenientes de Bosques Partida de trenes hacia La Plata (próxima D. Santillán y M. Kosteki) Partida de trenes hacia Bosques vía Quilmes (próxima D. Santillán y M. Kosteki) Partida de trenes directos hacia Korn (próxima Lanús) Partida de trenes directos hacia Ezeiza (próxima Lanús) Partida de trenes directos hacia Bosques (próxima Lanús) |
| Vía 11                  | Terminal de trenes provenientes de La Plata Terminal de trenes provenientes de Bosques vía Quilmes Terminal de trenes directos provenientes de Korn Terminal de trenes directos provenientes de Ezeiza Terminal de trenes directos provenientes de Bosques Partida de trenes hacia La Plata (próxima D. Santillán y M. Kosteki) Partida de trenes hacia Bosques vía Quilmes (próxima D. Santillán y M. Kosteki) Partida de trenes directos hacia Korn (próxima Lanús) Partida de trenes directos hacia Ezeiza (próxima Lanús) Partida de trenes directos hacia Bosques (próxima Lanús) |
| Plataforma central      | |
| Vía 12                  | Terminal de trenes provenientes de Mar del Plata Partida de trenes hacia Mar del Plata (próxima Cnel. Brandsen) |
| Vía 13                  | Terminal de trenes provenientes de Mar del Plata Partida de trenes hacia Mar del Plata (próxima Cnel. Brandsen) |
| Plataforma central      | |
| Vía 14                  | Vía de maniobras |
| Vía 15                  | Sin uso |
| Plataforma central Este | |
| Vía 16                  | Sin uso |
|                         | Vías de servicio a encomiendas |